# 列昂尼德·勃列日涅夫
列昂尼德·伊里奇·勃列日涅夫（俄語：Леони́д Ильи́ч Бре́жнев，羅馬化：Leonid Ilyich Brezhnev，發音：[lʲɪɐˈnʲit ɨˈlʲjidʑ ˈbrʲeʐnʲɪf] ⓘ；1906年12月19日—1982年11月10日），苏联政治人物，為第五代最高领导人，曾任苏联共产党中央委员会总书记（1964年—1966年间任苏联共产党中央委员会第一书记），以及苏联最高苏维埃主席团主席（苏联国会议长）、苏联国防会议主席。1976年被授予苏联元帅军衔。
勃列日涅夫生於俄羅斯帝國葉卡捷琳諾斯拉夫省（今烏克蘭東部）卡緬斯科耶的一個工人家庭。蘇俄在1917年10月革命後成立後，勃列日涅夫於1923年加入共產主義青年團。他在1929年成為正式的蘇聯共產黨黨員。當納粹德國於1941年入侵蘇聯時，他加入了蘇軍並升為二戰期間的少將。勃列日涅夫於1952年加入至中央委員會，於1957年成為政治局的正式成員。1964年，担任苏共中央书记处总书记的他参与發動政變，罷黜了赫魯曉夫，并在10月当选了苏共中央第一书记。1966年，在苏共二十三大上，担任了苏共中央总书记。1976年後，勃列日涅夫的健康狀況惡化，長期服藥控制，愈來愈淡出了國際事務。隨著多年健康狀況的下降，他於1982年11月10日去世，由安德羅波夫繼任總書記。
自1964年起出任最高领导人、并掌握最高权力长达18年之久。勃列日涅夫對上一任政治改革的敵意換來了一個社會衰落的時代，被稱為勃列日涅夫停滯，但勃列日涅夫在黨內人士的評價比赫魯曉夫民主，赫魯曉夫當政時經常「聖心獨斷」，無視政治局的其他人，勃列日涅夫則通過与“第聂伯罗彼得罗夫斯克帮”協商以減少高幹之間的分歧。國内產生了懷念赫魯雪夫的年輕一代與特權階層派系。他則一直在位直至1982年去世，死后苏共中央高层陷入长达3年的权力斗争。直至1985年戈尔巴乔夫出任苏共中央总书记。戈爾巴喬夫在1985年上台後，譴責勃列日涅夫政府的無能且不靈活，然後實施了蘇聯开放政策。
勃列日涅夫時期雖然提供更高的社會福利，但政策缺乏自由化，經濟分配效率依然低下，加上科研投入体制的不平衡，专注军事科技的研发，造成蘇聯與西方除军工外的技術差距逐渐擴大，經濟地位也被擁有高科技的西德與日本超過。在爭取兩個冷戰超級大國間緩和的同時，布里茲涅夫實現了美國與蘇聯的核子武器恐怖平衡。勃列日涅夫政權領導下的大規模軍備建設和霸權主義擴大了蘇聯的軍事干預（尤其是在中東和非洲）。但是蘇聯咄咄逼人的政治攻勢不再如古巴危機前那般有效，蘇聯的太空成就产生的影响力被美國的阿波羅計畫登月成功所超越。除了普遍存在的腐敗和經濟增長下降外，美國和蘇聯之間的技術差距不斷擴大，使得共產黨民心漸失。

## 早年經歷
1906年12月19日（儒略历12月6日），勃列日涅夫出生于俄羅斯帝國東南部葉卡捷琳諾斯拉夫省卡緬斯科耶（今乌克兰第聂伯罗彼得罗夫斯克州卡姆扬斯凱），是家中唯一的男孩，有一名胞姊。1935年5月5日，勃列日涅夫从第聂伯罗彼得罗夫斯克冶金学院获得了热力工程师的证书。1935年至1936年間被徵入兵役，在坦克學校學習後，被派到一所坦克工廠擔任政治委員。1939年成為聯共佈第聶伯羅彼得羅夫斯克市委書記，主管該市的重要軍事工業。
1941年德國入侵蘇聯後，勃列日涅夫被徵入軍隊，在多支部隊內擔任政治職務。1944年升为少将。1946年退役，二戰期間他在軍中的全部時間是負責政委工作，而不是當軍隊指揮官。

## 进入领导层
他在烏克蘭的重建項目工作，後來再次成為第聶伯羅彼得羅夫斯克的第一書記。後來調任摩爾達維亞的黨第一書記。1952年當選苏共中央书记。1953年斯大林逝世后，改任苏军总政治部副主任。後任苏共中央第二书记。1955年兼任哈萨克党中央第一书记，积极推行赫鲁晓夫的垦荒政策（處女地運動）。1956年留任为党中央主席团候补委员和中央书记。1957年开除莫洛托夫反黨集团成員后，升任主席团正式委员。1960年任苏联最高苏维埃主席团主席。1964年10月14日，勃列日涅夫与阿列克谢·柯西金、苏斯洛夫、谢列平和波德戈尔内等人一起发动推翻赫鲁晓夫的十月政變，逼迫赫鲁晓夫提前退休并就任苏共中央第一书记，勃列日涅夫之后与众人一起解除谢列平职务。1966年4月8日勃列日涅夫改任蘇共中央總書記。执政之初他待人温和，遇事总是与周围人商量后才决定，并不大权独揽，与部长会议主席柯西金、波德戈尔内、苏斯洛夫等人一起实现了“列宁之后第一次集体领导”。进入1970年代后期，勃列日涅夫的专权才渐渐浮现。
在结束了赫鲁晓夫的无序而带有自由化色彩的改革之后，勃列日涅夫的政策总体趋向于保守和僵化，其领导期间腐化和裙带风盛行。他在任期间，苏联的军事力量大大增强，核武器的数量超过美国。在他统治后期，由于超高的军费开支和失败的计划经济，苏联经济已经停滞。

## 总书记任内

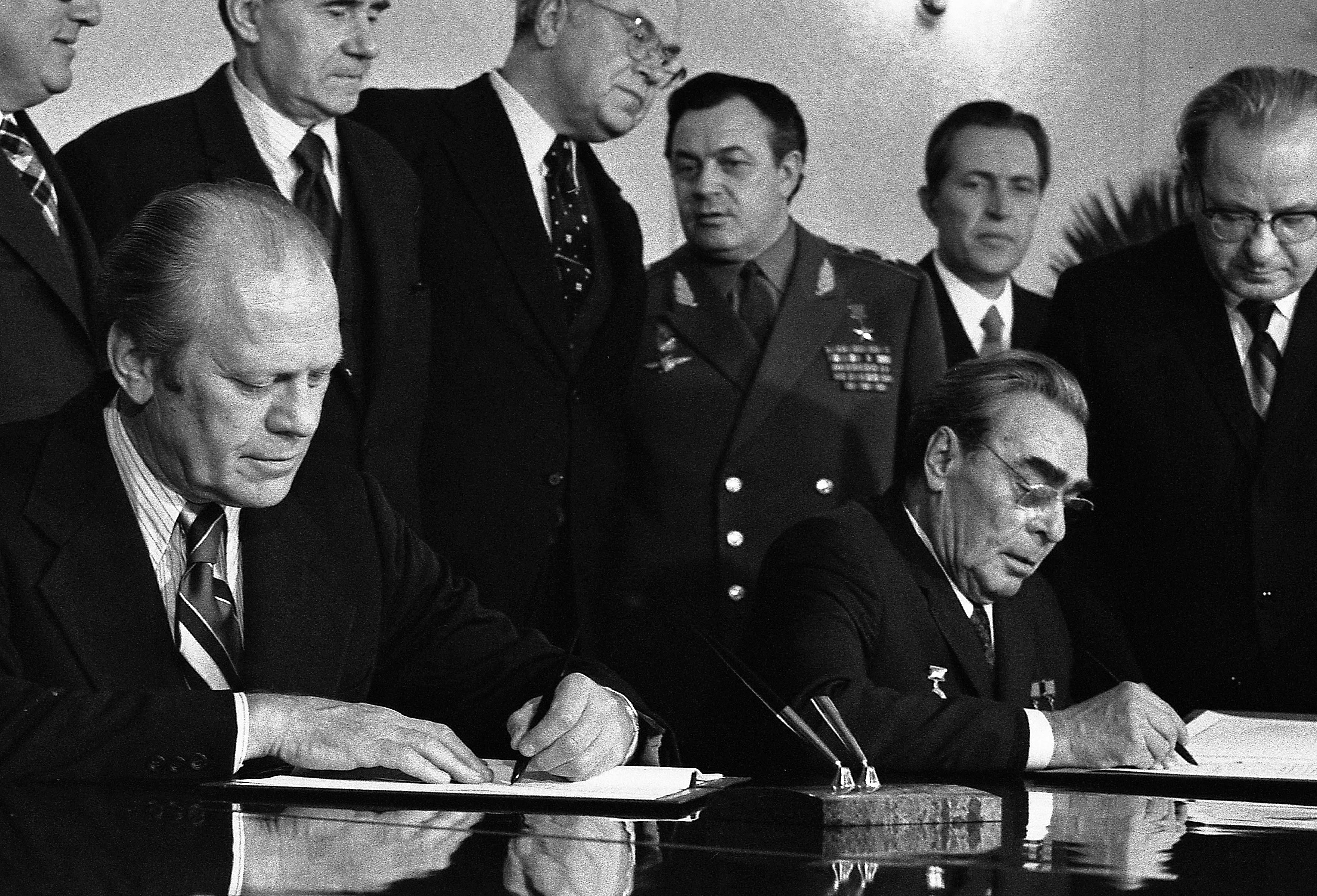
1974年美国福特總統與蘇聯勃列日涅夫總書記簽訂SALT I條約

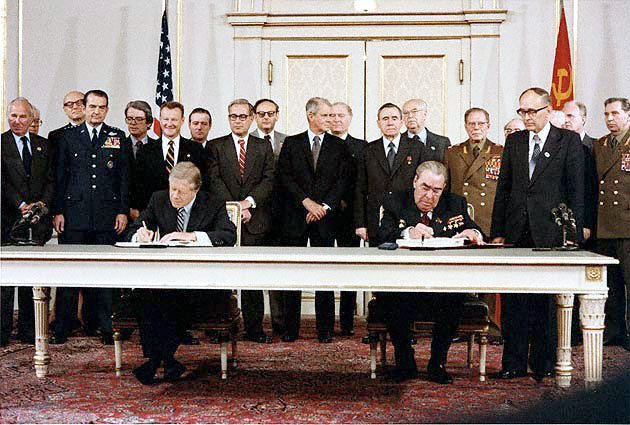
1979年美国卡特總統與蘇聯勃列日涅夫總書記簽訂SALT II條約

1964年10月，勃列日涅夫和柯西金通过政变推翻赫鲁晓夫上台执政，实行“静悄悄的斯大林化”，开始发表言论肯定斯大林之历史作用，并于1966年初决定终止“非斯大林化”。著名作家安德烈·西尼亚夫斯基和尤里·丹尼尔因在国外发表反斯大林作品，而被控犯“诽谤”罪投入劳改营，《古拉格群岛》作者索尔仁尼琴被流放，《让历史来审判》作者罗伊·梅德维杰夫被破門出党，《斯大林大清洗内幕》作者列夫·费尔德宾受到克格勃追杀。勃列日涅夫时代拍摄之电影《解放》（1972年上映）和《围困》（1977年上映）中，都出现了斯大林的形象，赞美斯大林在苏德战争指挥中的功绩。勃列日涅夫还在1978年斯大林诞辰100周年时发行照相纸年历纪念册，并在1968年斯大林诞辰90周年时，在列宁墓背后的克里姆林宫城墙下中立了一座斯大林半身铜像，与基洛夫、伏罗希洛夫等人并列。但勃列日涅夫并没有重新把伏尔加格勒恢复为赫鲁晓夫去斯大林化之前的名字——斯大林格勒，所有被赫鲁晓夫改名的城市、工厂、企业也都没有恢复原来带有斯大林的名字。勃列日涅夫也承认“苏共二十大对破除个人崇拜和个人迷信”的贡献，除了斯大林故乡格鲁吉亚的哥里和首都莫斯科，苏联其他城市没有保留任何斯大林塑像。
1964年赫鲁晓夫被勃列日涅夫罷黜，虽然之後的苏联在毛泽东领导下的中国、霍查领导下的阿尔巴尼亚和金日成领导下的朝鲜看来是延续苏修主义，是“没有赫鲁晓夫的赫鲁晓夫主义”，但从西方各国和苏联国内主流观点看来，勃列日涅夫上台被视为恢复斯大林主义，主要体现在勃列日涅夫主义和苏联共产党官僚“干部队伍的稳定”，这政策一直到1980年代末期戈尔巴乔夫实施开放政策为止。
勃列日涅夫时期，苏联政府与东正教会的关系比之斯大林时代的变化多端（在1930年代的打压消灭、苏德战争期间为打败希特勒进行的结盟）渐趋成熟，由於馬列主義的宗教觀點是無神論，苏联共产党党员仍旧严禁信仰宗教，但苏联政府对非党员的人民宗教信仰的干涉已大为减少，此时苏联政府与东正教会的关系被称为“处于十月革命以来最好的时期”。
对外方面他注重外交，推行“主权有限论”，声称当华沙条约成员国的社会主义政权受到威胁时，苏联可以进行武力干涉，此为著名的勃列日涅夫主义。他在1968年派军队鎮壓捷克斯洛伐克。1976年5月，他成为苏联元帅。1977年至1982年他去世前最後五年，任苏联最高苏维埃主席。1979年，由于阿富汗新政府取消了亲苏联的政策，他发动了阿富汗战争，成为导致苏联衰落和最终解体的重要因素之一。
尽管苏联在勃列日涅夫时期极力在中东地区扩张，扩大了苏联在中东的势力范围，但当苏联支持的埃及和叙利亚在1973年的第四次中东战争中再次败给以色列之后，借助战后亨利·基辛格在以、阿之间的穿梭外交谈判，哈菲兹·阿萨德领导下的叙利亚开始谋求在美国与苏联之间进行平衡外交，不再专一依赖苏联。穆罕默德·安瓦尔·萨达特领导下的埃及与苏联彻底闹翻、反目成仇。
任内他与毛泽东领导下的中华人民共和国于1969年在珍宝岛、铁列克提等地爆发了中苏边界冲突，之后苏联与中华人民共和国关系在其任内长期没有改善，同为社会主义国家的中华人民共和国逐渐成为对苏联来说仅次于北大西洋公约组织的死敌。但1982年3月24日，勃列日涅夫在紧临中国新疆的苏联乌兹别克共和国首都塔什干发表「塔什干講話」，表示愿意改善对华关系，被認為是勃列日涅夫政府的對外政策變動的訊號，但是勃列日涅夫生前并没看见中苏和好，就在同年11月10日病逝了。
1955年，赫鲁晓夫访问南斯拉夫，铁托与苏联恢复正常外交关系。1956年匈牙利事件后，苏联与南斯拉夫关系一度又有恶化，后来随着中苏交恶与决裂，苏南关系又迅速升温。苏联政府在1968年镇压捷克斯洛伐克布拉格之春后，苏联与南斯拉夫关系一度又出现紧张，铁托派特使爱德华·卡达尔到北京面见毛泽东，中华人民共和国与南斯拉夫关系改善。为防止中华人民共和国与南斯拉夫亲密，勃列日涅夫宣布，勃列日涅夫主义宣称的苏联可以为了安全，武装干预“社会主义大家庭中任何一国”的范围不包括南斯拉夫，苏南关系才再度改善。尽管中华人民共和国与南斯拉夫关系改善，但在内部文件中中华人民共和国仍然谴责南斯拉夫为修正主义国家，直到邓小平上台，这一说法才停止使用。

## 执政措施
勃列日涅夫政变上台后对赫鲁晓夫的政策进行了相当大的调整。勃列日涅夫在执政初期有一定的改革意愿。
在政治上首先是重新恢复按地区生产特征建立统一的党组织与领导机关，取消赫鲁晓夫时期以生产原则为基础分别成立的工业党组织与农业党组织。并在苏共“二十三大”决定废除赫鲁晓夫时期实行的干部定期按比例更新制度，同时在修改后的党章中将党中央主席团改名为政治局，设党中央总书记取代原第一书记。政治上强调恢复集体领导原则，形成由他（苏共总书记），波德戈尔纳（最高苏维埃主席）与柯西金（苏联部长会议主席）的三驾马车；改变苏共以前的作风强调民主法制，批判唯意志论；取消地区管理原则，恢复部门管理原则。
在经济上实行“新经济体制”包括，扩大企业自主权，以利于提高企业的主动性与积极性；管理经济由行政方法与经济方法相结合，逐步以经济方法为主，加强经济杠杆的作用；贯彻国家、企业与个人三者利益结合的原则。政策在勃列日涅夫执政初期都取得了一定成效，60年代到70年代苏联经济取得了很好的发展。
但七十年代中期开始，勃列日涅夫的思想开始趋于保守，改革实际停止，过度追求政局上的稳定，造成苏联人事、思想、体制都逐渐僵化，同时腐败和干部老龄化程度都在扩大。

## 逝世
1982年11月10日，勃列日涅夫在苏联首都莫斯科逝世，享壽76歲。死後苏联經歷長達三年的政治鬥爭、領導人更替的混亂局面。

## 影响

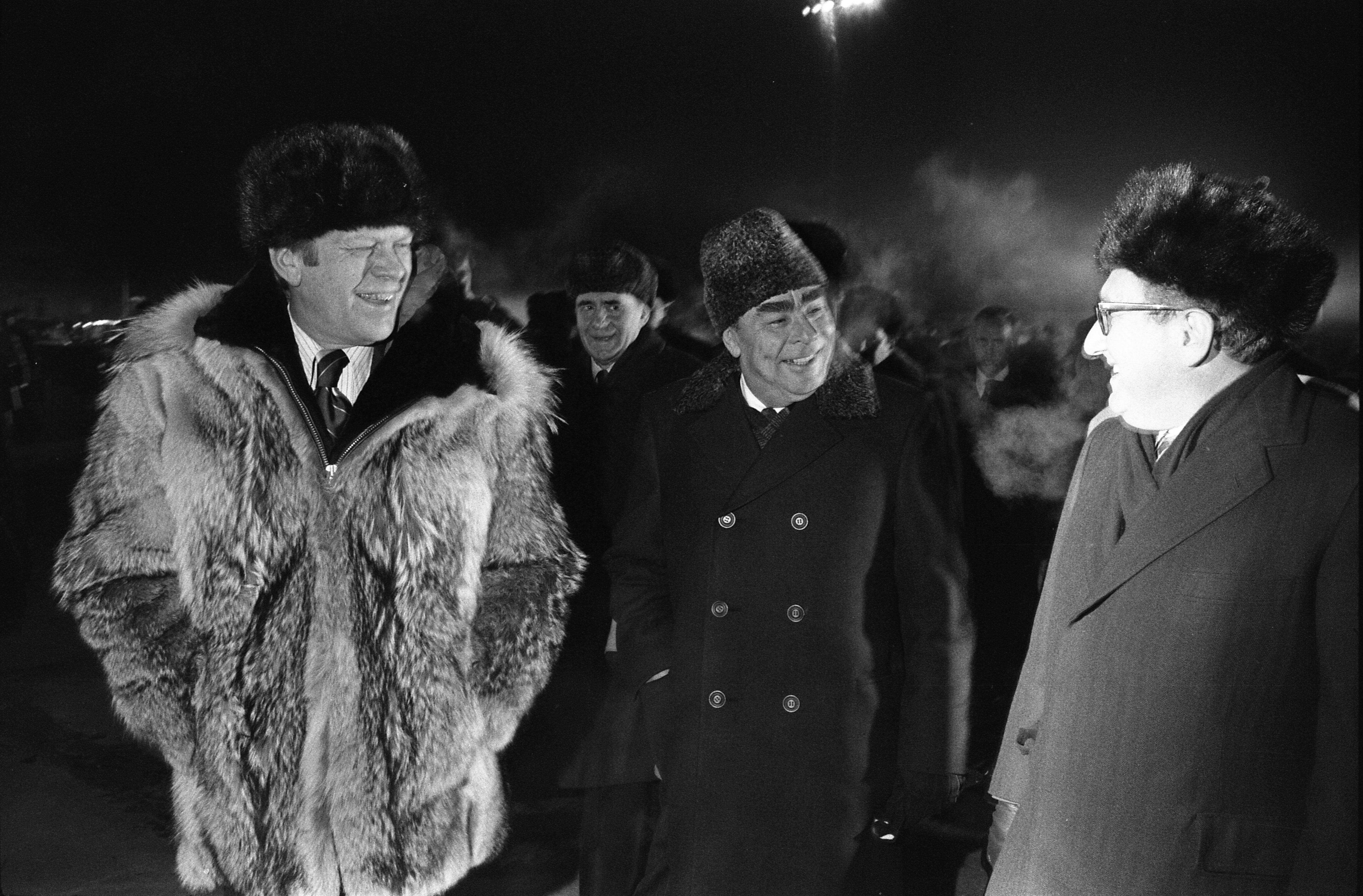
福特與勃列日涅夫在1974年符拉迪沃斯托克峰會上非正式見面

赫鲁晓夫在苏联国内的经济改革在1968年勃列日涅夫镇压捷克斯洛伐克布拉格之春后陷入停滞。进入1970年代，在对市场社会主义掀起批判浪潮的情况下，苏联的经济改革从强调改革传统体制到强调计划经济的优越性，由扩大企业自主权到加强对企业的控制，改革重心由调整国家与企业的关系转移到合并企业，建立联合公司。但改革在苏联在东欧的卫星国（傀儡政权），如卡达尔的匈牙利、盖莱克的波兰仍有延续，如卡达尔的匈牙利政府在1979年进一步允许把亏损的国营小型工商企业改由职工承包或租给私人经营、把私营企业的合法雇工人数限制放宽到30人、除税收外政府不干预企业资金的流动、允许企业自主在社会上公开招聘管理人员等等。1983年，苏联人均国民生产总值达到3710美元，是美国同时期的三分之一，而其卫星国东德则达到了5670美元，是全世界最富裕的自称遵循“马克思列宁主义”为指导原则的国家。但当苏联在勃列日涅夫命令下入侵阿富汗民主共和国导致美国总统吉米·卡特对苏实施粮食禁运后，尤其是在苏联耗费大量财力应对美国总统罗纳德·里根的“星球大战计划”后，加之苏联石油出口也受国际原油价格下落而缩水，苏联人民的日用品消费和副食（如奶酪、黄油）等的采购都受到明显影响，生活质量下降，1985年苏联人民每人每天要耗费2个小时的时间排长队购买食物。戈尔巴乔夫改革也因此开启。
勃列日涅夫执政后以稳定政局为主，停止了赫鲁晓夫的干部体制改革，错失了建立干部退休制度的机会，造成了苏联后期形成严重的老人政治，使新生力量难以成长，难以在年富力强时进入重要的领导岗位，造成严重的体制僵化，“特权阶层”扩大化、稳定化和思想僵化，也为安德罗波夫及契尔年科皆在上任不到两年便病逝，和苏联解体埋下隐患。

## 榮譽
勃列日涅夫晚年开始大搞个人崇拜，并嗜好勋章成癖，具有浓重的“勋章情结”，一生获得至少114枚勋章，有“勋章大王”的戏称:138。

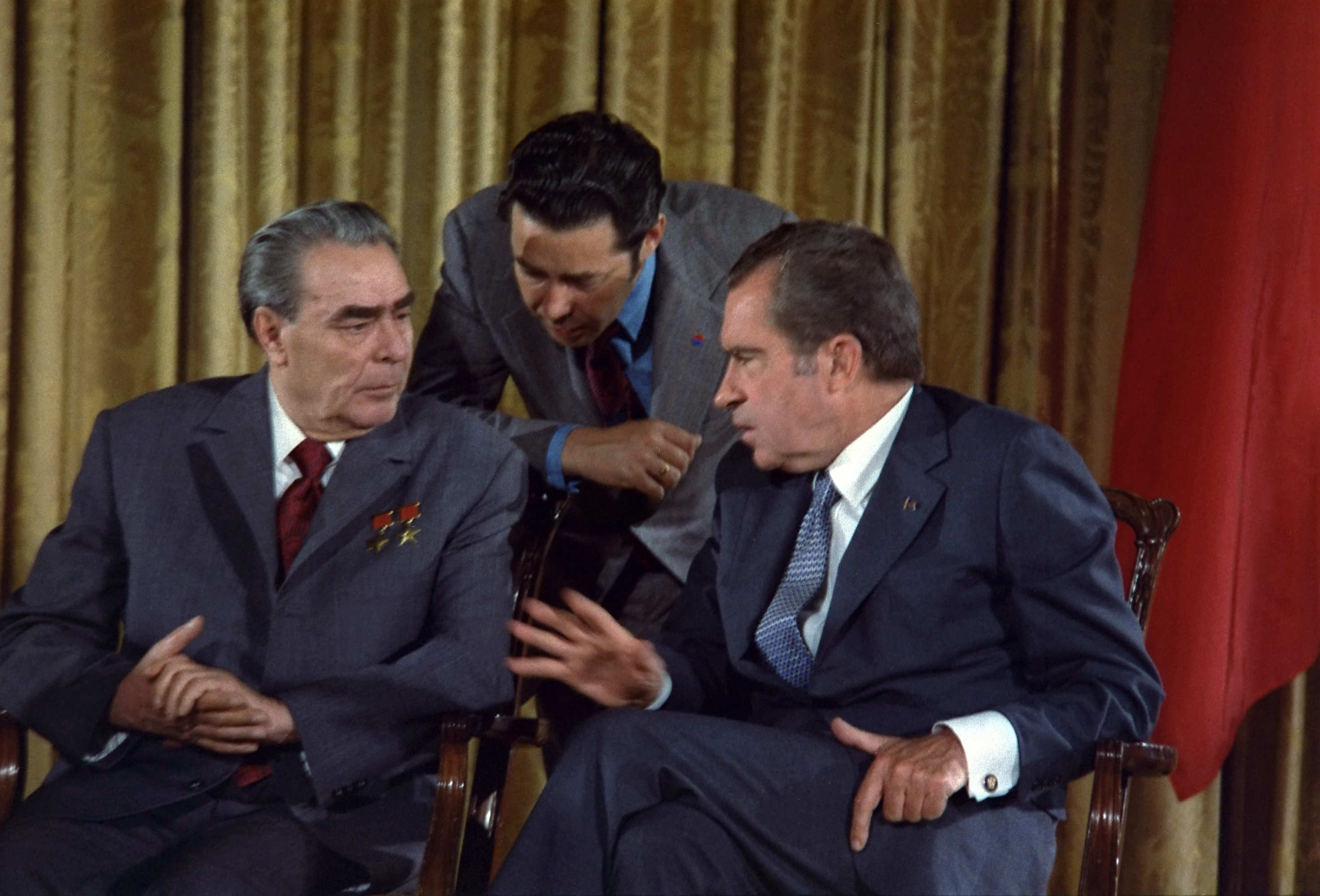
勃列日涅夫与尼克松（1973年）

### 所获勋章
- 二战时，曾获两枚红旗勋章、一枚红星勋章和一枚波格丹·赫麦里尼茨基勋章。
- 获得蘇聯英雄勋章4次，1976年12月，70岁生日时获得“蘇聯英雄”（一般只授予在军事上为苏联国家和社会做出伟大贡献的人士，苏联历史上只有朱可夫及勃列日涅夫本人先后4次获得该勋章）以及苏联元帅军衔。
- 获得列宁勋章（苏联最高国家勋章）8次，同样出于庆生。
- 金星奖章5枚。
- 1978年获得军队最高勋章“胜利勋章”，成为二战结束后唯一获得该勋章人士。他死后，1989年苏联取消了他的这枚勋章资格。
- 勇士勋章，波兰颁发，死后被剥夺。
- 联合国授予爱好和平奖章，世界工会联合会授予提供人民福利奖章。
- 居里夫人和平奖章
- 1981年，“在苏共党内五十周年”纪念章。
- 1977年获得苏联记者协会的会员证，与此同时获得佩戴记者协会证章之权。
- “社会主义劳动英雄”称号

### 颁发勋章
- 授给电视连续剧《春天的十七个瞬间》中扮演伊萨耶夫的演员维亚切斯拉夫·吉洪诺夫一枚金星勋章。

## 评价
对勃列日涅夫和对勃氏统治时期的苏联评价，大部分都集中在“停滞”这个词。
曾担任苏联部长会议主席的雷日科夫在苏共中央六月全会（1987年）的报告中说：勃列日涅夫时期的改革，实际上是“惰性和停滞不前的力量当时占了上风，一切都回到了旧的轨道。”
政论家阿尔巴托夫指出：“如果用很高的政治和经济标准来评价，那么我们可以认为从赫鲁晓夫下台到勃列日涅夫逝世的整个年代是停滞时期。在这些年内，我国没有出现过沿着使我们的社会得到总的改善的道路前进的任何不可忘却的历史性里程碑。”
中国大陸学者高放在《斯大林、赫鲁晓夫、勃列日涅夫：三代新沙皇》中写道“勃氏统治时期，是属于停滞和走向灭亡的时期，这个时期苏联模式的积弊更为加深，斯大林遗留下来的政治、经济、文化过度集权的体制更加严重，使得苏联在经济上陷入困境，政治上僵化、保守，个人崇拜和官僚主义现象严重，社会危机四伏，这就为苏联解体和苏共灭亡铺平了道路。如果对勃列日涅夫在苏联74年历史中的作用和地位给予定性，那么用简单的文字来概括，他是苏联的第三代新沙皇。勃氏成为苏共第一书记后，继承并发展了斯大林开创的个人集权制、领导职务终身制和指定接班人这‘三制’，对内压制，对外扩张。”

## 著作
- 《勃列日涅夫言论》1964—1982，中文版共十八集，1974—1986上海译文出版社
- 《勃列日涅夫回忆录》共五部。中文版1982年上海译文出版社。
  - 1978发表的《小地》、《复兴》、《荒地》三部，
  - 1981发表的《按工厂的汽笛生活》、《祖国之情》两部。

## 家庭
勃列日涅夫出生在第聂伯罗捷尔任斯克市一个冶金工人家庭。
- 妻子，维多利亚·彼得罗芙娜·勃列日涅娃（1908年—1995年）
- 儿子，尤里·列昂尼多维奇·勃列日涅夫（1933年—2013年）
- 女儿，加林娜·列昂尼多夫娜·勃列日涅娃（1929年—1998年）
- 女婿，尤里·米哈伊洛维奇·丘尔巴诺夫，1971年与加琳娜成婚。

## 备注
1. ↑  朝鲜是在内部文件中谴责苏联为修正主义，但在公开场合中于苏联和中华人民共和国之间左右逢源，来回摇摆，保证自身的最大利益。[3]直到邓小平和阿利雅于1980年代分别在中华人民共和国和阿尔巴尼亚上台执政并进行经济改革，苏修这一说法才被废止不用。[4]

## 外部連結
- Annotated Bibliography for Leonid Brezhnev from the Alsos Digital Library for Nuclear Issues
- Our Course: Peace and Socialism Collection of Brezhnev's 1973 speeches
- CCCP TV Videoprograms with L. Brezhnev on Soviet TV portal (in Russian)
- Brezhnev's rules in 14 points by RIA Novosti （页面存档备份，存于）
- 勃列日涅夫的家譜 （页面存档备份，存于）

| 政党职务                                  | 政党职务                                             | 政党职务                          |
| ----------------------------------------- | ---------------------------------------------------- | --------------------------------- |
| 前任： 自己 （第一书记）                  | 苏联共产党中央委员会总书记 1966年—1982年             | 繼任： 尤里·安德罗波夫            |
| 前任： 尼基塔·赫鲁晓夫                    | 苏联共产党中央委员会第一书记 1964年—1966年           | 中央委员会总书记                  |
| 前任： 潘特雷蒙·孔德拉季耶維奇·波諾馬連科 | 哈萨克共产党中央第一书记 1955年—1956年               | 繼任： 伊万·雅科夫列夫            |
| 前任： 尼古拉·格利戈里耶维奇·科瓦尔       | 摩尔达维亚共产党中央第一书记 1950年—1952年           | 繼任： 迪米特里·格拉德基          |
| 前任： 帕维尔·奈德诺夫                    | 乌克兰第聂伯罗彼得罗夫斯克党委第一书记 1947年—1950年 | 繼任： 安德烈·帕夫洛维奇·基里连科 |
| 官衔                                      |                                                      |                                   |
| 前任： 克里门特·伏罗希洛夫                | 苏联最高苏维埃主席团主席 1960年—1964年               | 繼任： 阿那斯塔斯·米高扬          |
| 前任： 尼古拉·波德戈尔内                  | 苏联最高苏维埃主席团主席 1977年—1982年               | 繼任： 尤里·安德罗波夫            |